# Hunsnal, Homnabad
Hunsnal là một làng thuộc tehsil Homnabad, huyện Bidar, bang Karnataka, Ấn Độ.